# Хосрой (цар Парфії)
Хосрой (Ороз) — цар Парфії з династії Аршакідів, правив у 109–129. Його правління пройшло  в боротьбі за трон з братом Вологезом II.
Хосроя призначив своїм наступником його брат Пакор II, що не влаштувало його іншого брата Вологеза II, який став оскаржувати владу в Парфії.

## Війна з Римом
При вступі на трон Хосрой, на відміну від свого брата Пакора II, який не бажав вступати в протистояння з римським імператором Траяном, змістив затвердженого Траяном царя Вірменії Ашхадара, сина Пакора II, замінивши його своїм ставлеником Партамасіром. Попри це, Хосрой все ж намагався уникнути зіткнення з Римом, відправивши до Траяна посольство з проханням затвердження Партамасіріса як царя Вірменії. Проігнорувавши всі прохання та вмовляння, Траян відмовив у затвердженні його царем та почав війну проти Парфії. Після захоплення Вірменії Траян рушив у Парфію, одне за іншим захоплюючи парфянські міста та фортеці. У 116 римляни захопили столицю Парфії Ктесифон; Хосрой утік, побоюючись полону, після чого римлянам вдалося захопити всю Месопотамію. Положення Хосроя врятувало повстання юдейського населення Нусайбіну та Адіабени, яке перекинулося на всі міста Месопотамії.
Перед лицем небезпеки парфяни припинили всі свої міжусобиці, об'єднавшись навколо Хосроя. Його брат Мехердат, зібравши велику армію у внутрішніх областях Ірану, перейшов у наступ. Коли ж Мехрдат загинув внаслідок нещасного випадку, армію очолив його син Санатрук. Тепер уже римляни опинилися в складному становищі. Парфянам під командуванням Санатрука вдалося завдати поразки римському полководцеві Максиму, але Траян зміг перетягнути на свій бік сина Хосроя Парфамасата, який з'явився з другою армією в Месопотамії. Користуючись ворожнечею між Санатруком та Парфамасатом, Траян зміг нацькувати їх один проти одного, і парфянські війська замість боротьби проти римлян вступили в битву між собою, внаслідок чого Санатрук був переможений та загинув.
Але удача вже покинула Траяна. Парфамасат після перемоги перебіг до нього, де був оголошений ним царем Парфії. Попри всі спроби стравити між собою парфян, успіху це повністю не мало. На відміну від Парфамасата, жоден інший претендент на трон чи ворог Хосроя не став переходити на бік римлян. Замість цього всі перейшли до активного опору римлянам і вкупі з безперервним повстанням населення Месопотамії поставили Траяна на грань поразки. Римські війська Траяна були розпорошені по всьому простору від Сирії до Месопотамії, а постійні набіги парфян та повстання місцевого населення повністю виснажили сили римлян. Траян почав відступ з Парфії.
У 117 римляни повністю покинули територію Парфії. Спроба Траяна захопити Парфію не мала успіху. Утім, стратегічна перемога парфян не дала Хосрою жодних переваг. Його сили були виснажені, багато областей Парфії й надалі відмовлялися визнавати його владу. Особливо тяжкою втратою була Бактрія. Також тривали заворушення у Месопотамії, боротьба з братом Вологезом II. У 123 році Хосрой домігся від імператора Адріана повернення своєї доньки з полону.
У 129 Хосрой помер, заповівши корону Мітрідату IV.